# Борислав Гаманов
Борислав Тодоров Гаманов (на немски: Boris Gamanov) е германски политик и бизнесмен, българин по народност.
Считан е за първия българин депутат в германския Бундестаг.
Роден е от смесен брак в Рига, Съветска Латвия, СССР на 19 октомври 1986 г. След това живее в Германия, после в България.
Завършва средно образование през 2004 г. Учи икономика и практикува като търговец на едро и във външната търговия. Предприемач е в търговията, строителството и производството (2006 – 2012), управител е на клон в ресторантския бизнес (2014 – 2025). Съдружник е в няколко търговски дружества в Русе и страната.
Член е на партия „Алтернатива за Германия“ (АзГ, AfD) от 2016 г. Заема партийни длъжности в Саарбрюкен, общински съветник е в града от 2019 до 2024 г.
Избран е за депутат в германския парламент, представлявайки провинция Саарланд и партия „Алтернатива за Германия“, през 2025 г.